# カプリアーノ・デル・コッレ
カプリアーノ・デル・コッレ（伊: Capriano del Colle）は、イタリア共和国ロンバルディア州ブレシア県にある、人口約4,600人の基礎自治体（コムーネ）。

## 地理

### 位置・広がり

#### 隣接コムーネ
隣接するコムーネは以下の通り。
- アッツァーノ・メッラ
- バニョーロ・メッラ
- カステル・メッラ
- デッロ
- フレーロ
- ポンカラーレ

### 地震分類
イタリアの地震リスク階級 (it) では、3 に分類される
。